# Остророг ІІ
Остророг II – шляхетський герб, різновид герба Наленч.

## Опис герба
В золотом поле два чорні орли із золотим озброєнням в пояс.
Герб має два шоломи. Клейнод на першому: орел як на гербі вліво. Клейнод на другому: діва в червоній сукні, зі срібною наміткою на голові між двома рогами оленя, які вона тримає.
Намети: на правому шоломі - чорний, підбитий золотом, на лівому - червоний, підбитий сріблом.
Отже, єдине, що має цей герб спільного з Наленчем, клейнод на лівому шоломі.

## Роди
Остророг (Ostroróg).